# Styraconyx testudo
Styraconyx testudo är en djurart som tillhör fylumet trögkrypare, och som beskrevs av D'Addabbo Gallo, Grimaldi de Zio och Morone De Lucia 1984. Styraconyx testudo ingår i släktet Styraconyx och familjen Halechiniscidae. Inga underarter finns listade i Catalogue of Life.